# Liste de grottes d'Allemagne
 (juin 2024).
Si vous disposez d'ouvrages ou d'articles de référence ou si vous connaissez des sites web de qualité traitant du thème abordé ici, merci de compléter l'article en donnant les références utiles à sa vérifiabilité et en les liant à la section « Notes et références ».
Pour un article plus général, voir Liste de grottes.
La liste de grottes d'Allemagne présentée ci-dessous est un échantillonnage de cavités souterraines naturelles (grottes, gouffres, etc.) allemandes, ayant acquis une relative notoriété du fait de leur fréquentation et/ou de leurs particularités : dimensions (développement ou dénivelé), concrétionnement, art rupestre, art mobilier, pratiques rituelles, etc.
Établir une telle liste de cavités est une tâche sans fin car leur nombre déjà très important (plusieurs milliers en Allemagne) s'accroît au fil des découvertes des spéléologues. Ces derniers s'emploient à trouver, explorer, étudier les grottes, ainsi que toutes les autres formes souterraines, karstiques ou pseudokarstiques.
Les organismes spéléologiques ou patrimoniaux contribuent à réaliser ce recensement par subdivision administrative (Länd, district, arrondissement, etc.), par ensemble géographique (massif, etc.) ou par type de cavité (ornée, à gisement, etc.) sous forme d'inventaires ou de base de données.
Le nom allemand « Höhle », agglutiné ou non, est équivalent à « grotte », « caverne » ou « gouffre » en français.
Entre parenthèses est indiqué l'arrondissement (Kreis ou Landkreis) ou la ville-arrondissement (Kreisfreie Stadt) dans lequel se trouve chaque cavité.
Dans la section finale « Six autres Länder » est également indiqué, le cas échéant et en seconde position, le Länd concerné.

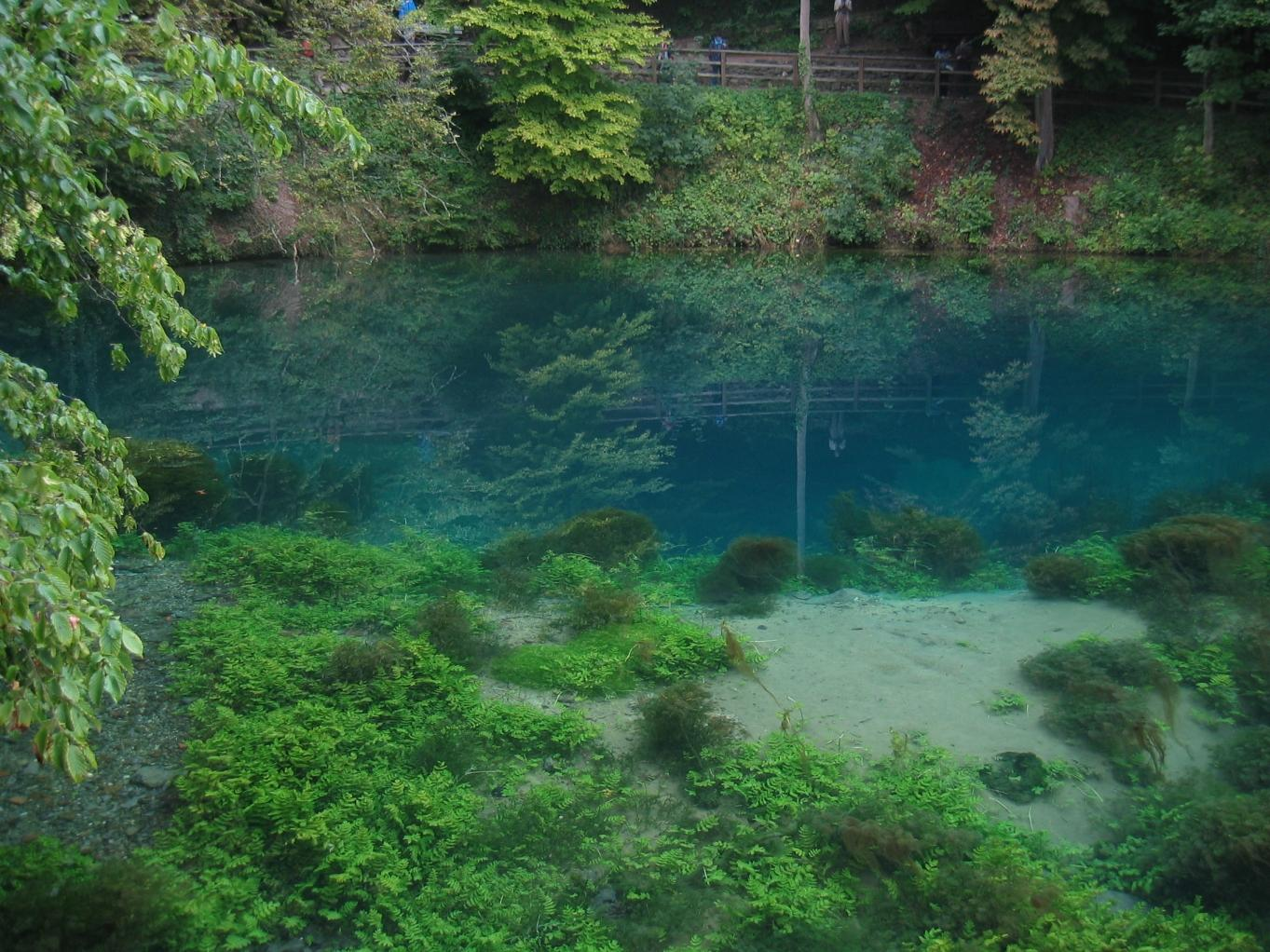
Blautopf.

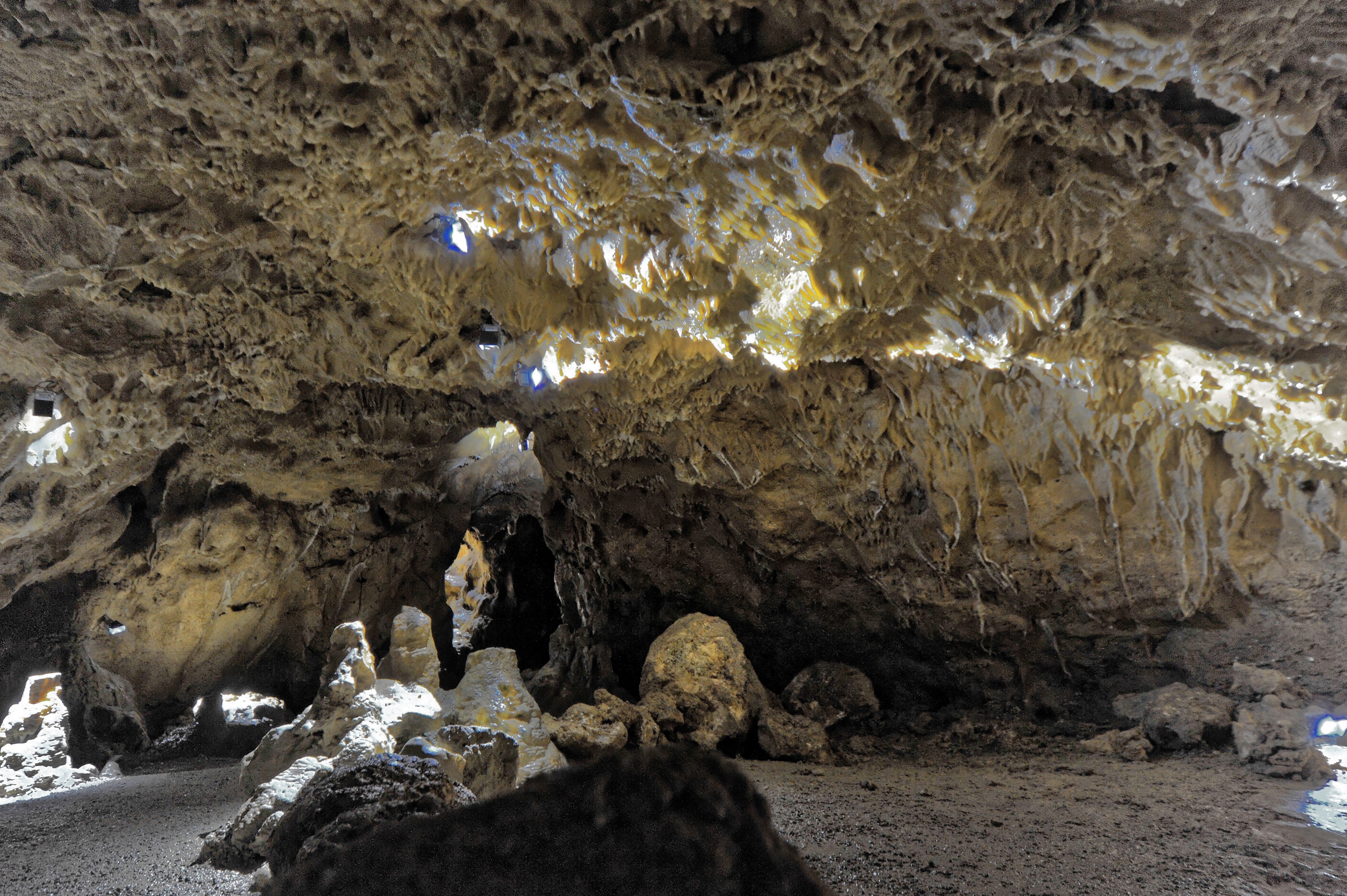
Charlottenhöhle.

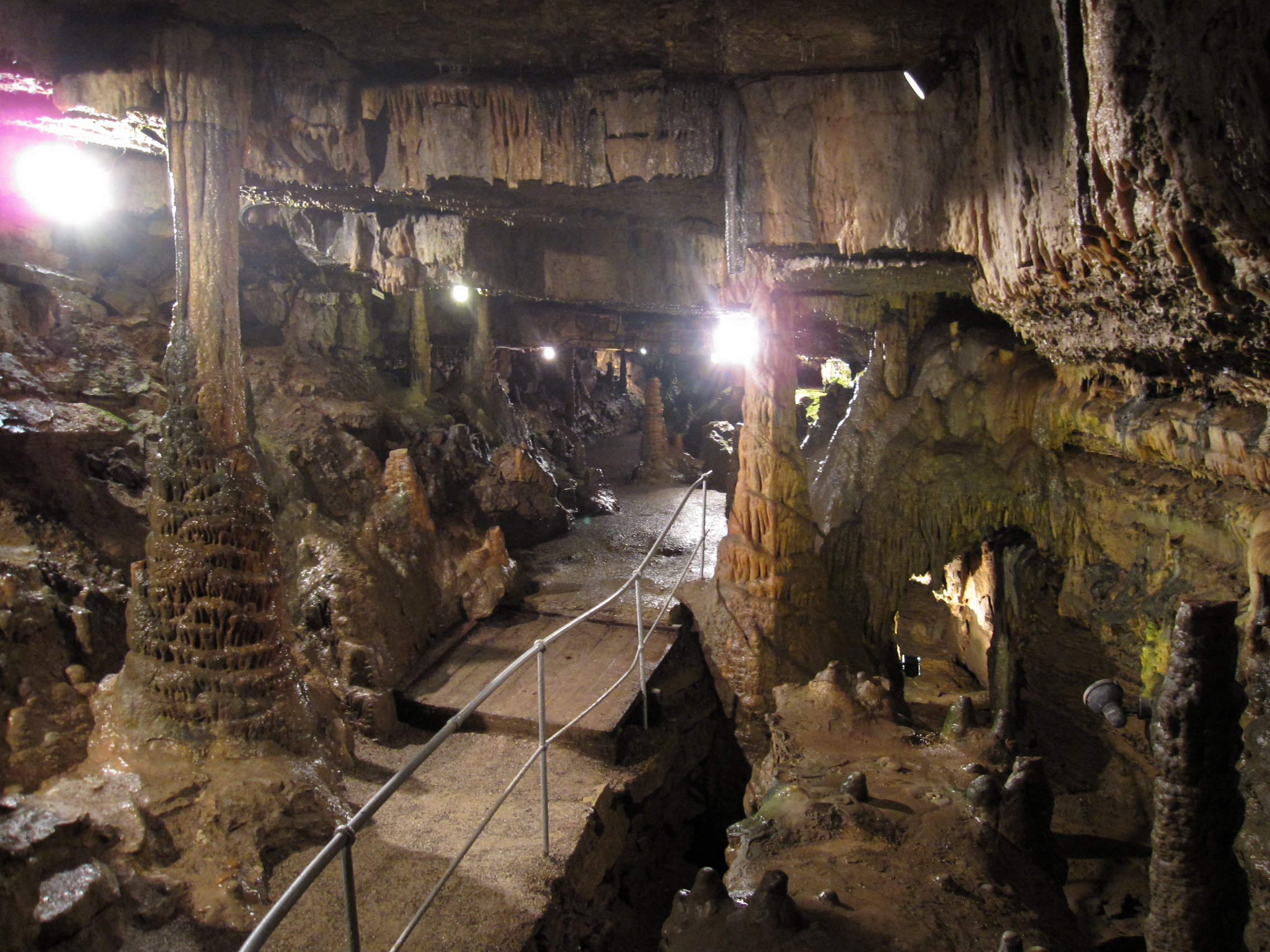
Erdmannshoehle.

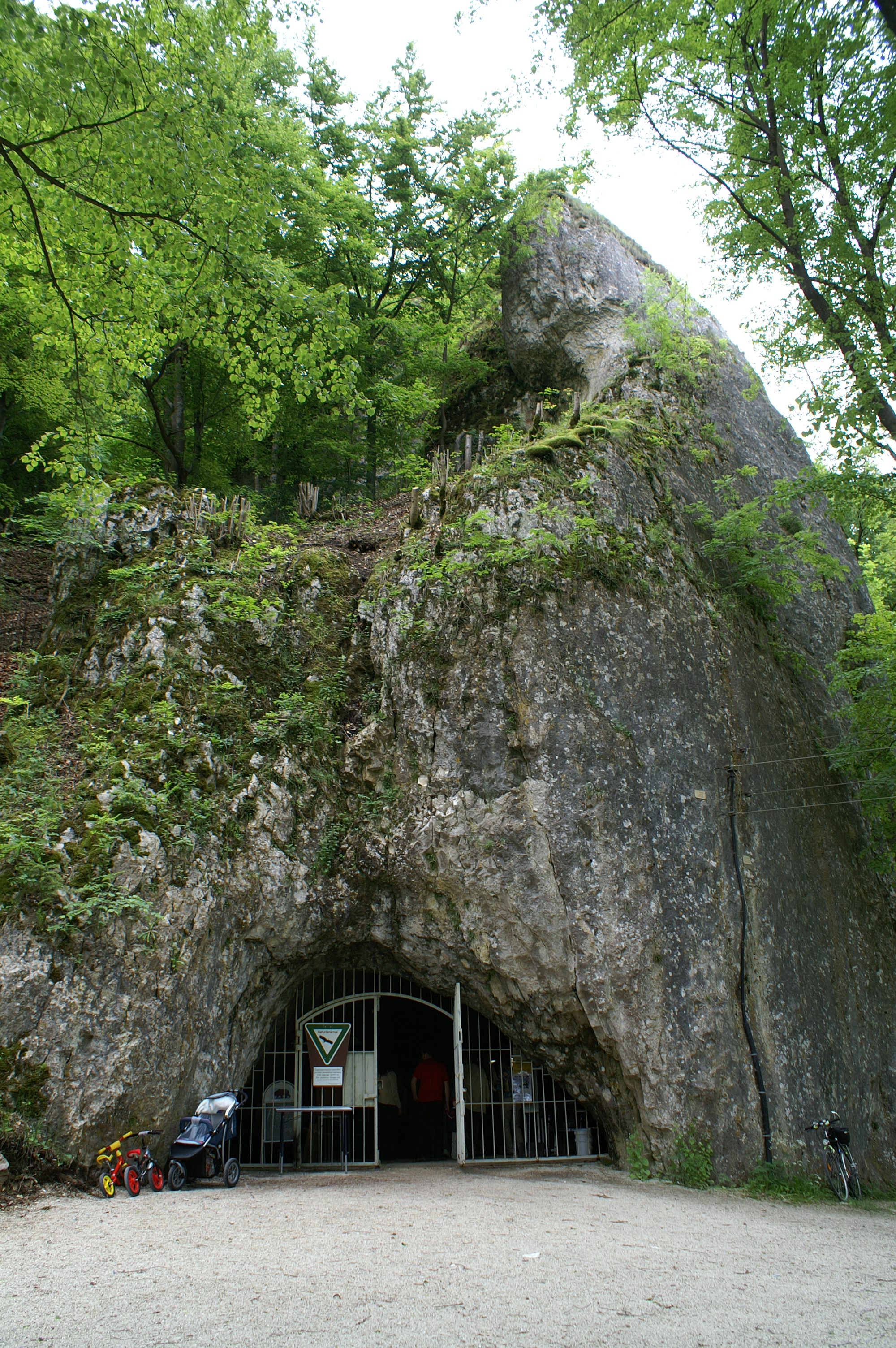
Hohler Fels.

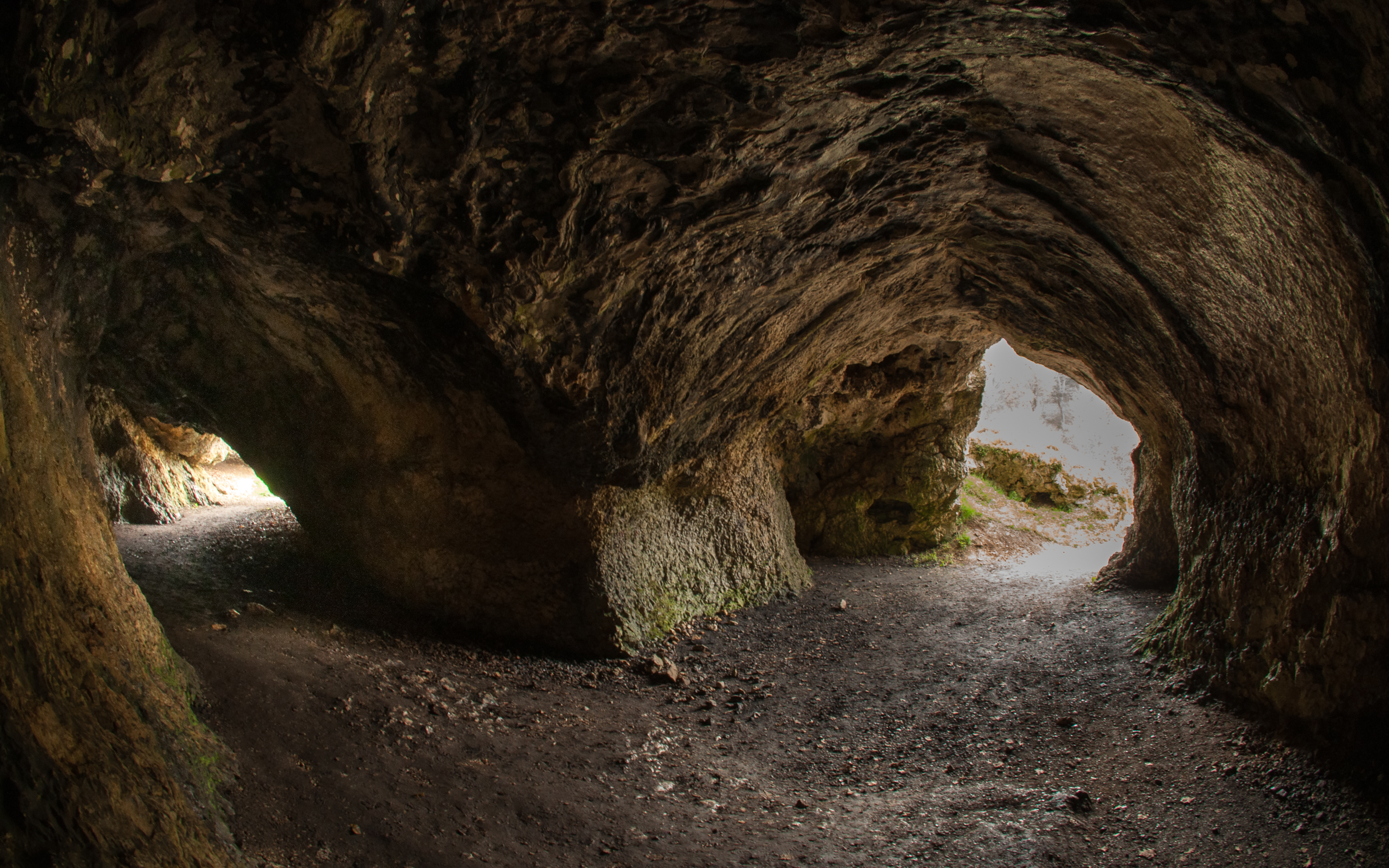
Vogelherdhoehle.

## Bade-Wurtemberg (BW)

### BW-A
- Anna-Kapellen-Höhle (de) (Sigmaringen)

### BW-B
- Bärenhöhle et Stadel (de) (Alb-Danube)
- Benediktushöhle (de) (Sigmaringen)
- Bittelschießer Höhle (de) (Sigmaringen)
- Blauhöhlensystem (de) (Alb-Danube)
  - Blautopf
  - Vetterhöhle (de)
- Brillenhöhle (de) (Alb-Danube)
- Bruderhöhle (de) (Calw)

### BW-C
- Charlottenhöhle (Heidenheim)

### BW-D
Néant

### BW-E
- Eberstadter Tropfsteinhöhle (de) (Neckar-Odenwald)
- Erdmannshöhle (Lörrach)
- Eulengrube (de) (Sigmaringen)

### BW-F
- Falkensteiner Höhle (de) (Reutlingen)
  - Elsachbröller (de)
- Hohle Fels (Alb-Danube)
- Finsteres Loch ex-Finsterloch (de) (Ostalb)

### BW-G
- Geißenklösterle (Alb-Danube)
- Goldloch (de) (Reutlingen)
- Göpfelsteinhöhle ou Göpfelberghöhle (de) (Sigmaringen)
- Gußmannshöhle (de) (Esslingen)
- Gustav-Jakob-Höhle (de) (Reutlingen)
- Gutenberger Höhle (de) (Esslingen)

### BW-H
- Heidenhöhlen ex-Heidenlöcher (Goldbach) (de) (Lac de Constance)
- Heidenhöhlen ou Heidenlöcher (Zizenhausen) (de) (Lac de Constance)
- Heidenschmiede (de) (Heidenheim)
- Heimensteinhöhle (de) (Esslingen)
- Hessenhaudoline (de) (Alb-Danube)
- Hintere Kohlhaldehöhle (de) (Alb-Danube)

### BW-IàJ
Néant

### BW-K
- Kahlensteinhöhle (de) (Göppingen)
- Karls- und Bärenhöhle ou Erpfinger Höhle (de) (Reutlingen)
- Kesselgrotte (de) (Rems-Murr)
- Kleine Scheuer (de) (Ostalb)
- Kolbinger Höhle (de) (Tuttlingen)
- Kornäckerhöhle (de) (Neckar-Odenwald)

### BW-L
- Laichinger Tiefenhöhle (de) (Alb-Danube)
- Laierhöhle (de) (Göppingen)
- Leohöhle (de) (Heidenheim)
- Linkenboldshöhle (de) (Zollernalb)

### BW-M
- Mondmilchhöhle (de) (Esslingen)
- Mordloch (de) (Göppingen)
- Mühlheimer Felsenhöhle (de) (Tuttlingen)

### BW-N
- Nebelhöhle (de) (Reutlingen)
- Höhlen am Nepperberg (de) (Ostalb)
- Nikolaushöhle (de) (Sigmaringen)

### BW-O
- Olgahöhle (de) (Reutlingen)

### BW-P
- Petersfelshöhle (de) (Constance)
- Petershöhle (de) (Sigmaringen)
- Pommerlesloch (de) (Böblingen)

### BW-Q
Néant

### BW-R
- Rainloch (de) (Enz)
- Ramensteinhöhle (de) (Heidenheim)

### BW-S
- Schertelshöhle (de) (Alb-Danube)
- Schillerhöhle ou Schillingsloch (de) (Reutlingen)
- Schwedenhöhlen Reutlingendorf (de) (Alb-Danube)
- Sibyllenloch (de) (Esslingen)
- Sieben-Täler-Höhle ou Niedernauer Höhle (de) (Tübingen)
- Sontheimer Höhle, ex-Sontheimer Erdloch (de) (Alb-Danube)
- Spitzbubenhöhle (de) (Heidenheim)
- Hohler Stein (de) (Neckar-Odenwald) (Alb-Danube)

### BW-T
- Teufelsklinge (de) (Ostalb)
- Teufelsküche (de) (Brisgau-Haute-Forêt-Noire)
- Teufelsloch (Lörrach)
- Todtsburger Höhle (de) (Göppingen)
- Tschamberhöhle (de) (Lörrach)

### BW-U
Néant

### BW-V
- Verena-Beutlins-Loch (de) (Esslingen)
- Veronikahöhle (de) (Esslingen)
- Vogelherdhöhle  (Heidenheim)

### BW-W
- Höhlenburg Weiler (de) (Sigmaringen)
- Wimsener Höhle (de) (Reutlingen)
- Wolfsschluchthöhle (de) (Esslingen)
- Wollenloch (de) (Ostalb)
- Wulfbachquellhöhle (de) (Tuttlingen)

### BW-XàY
Néant

### BW-Z
- Zwiefaltendorfer Tropfsteinhöhle (de) (Biberach)

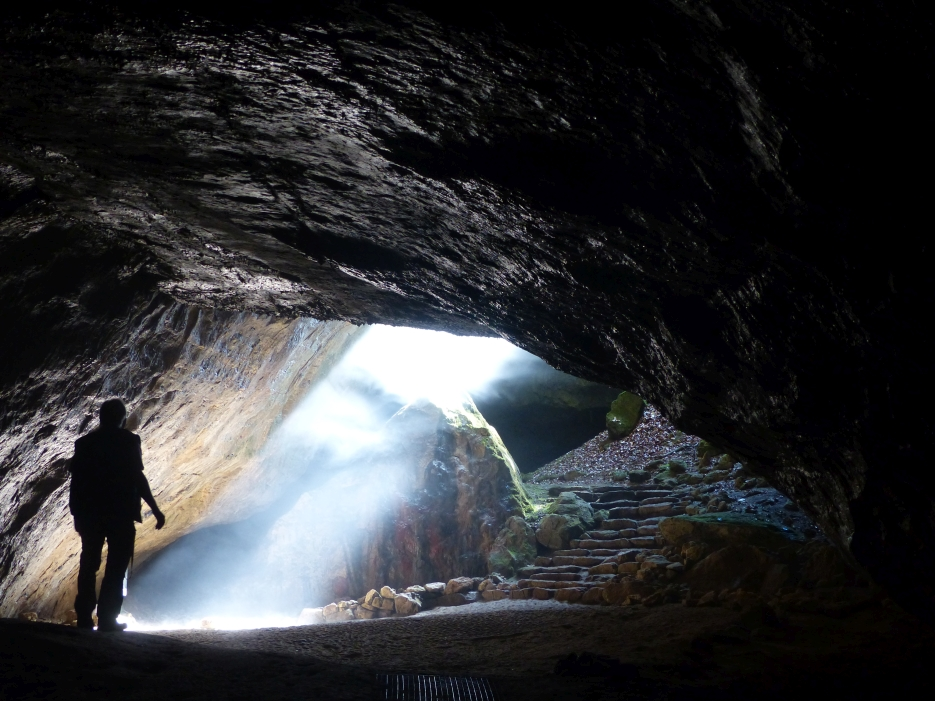
Grotte de la Licorne

## Basse-Saxe (NI)
- Grotte de la Licorne (Osterode am Harz)
- Grottes du Gertrudenberg (de) (Osnabrück)
- Grotte d'Himmelreich (de) (Osterode am Harz)
- Grotte d'Isenberg (de) (Osterode am Harz)
- Grotte de Jette (de) (Osterode am Harz)
- Grotte du Lichtenstein (de) (Osterode am Harz)
- Grotte de Lippold (de) (Hildesheim)
- Grotte Martha (de) (Osterode am Harz)
- Grotte de Rothestein (de) (Holzminden)
- Grotte de Schillat (de) (Hamelin-Pyrmont)
- Église troglodyte de Scharzfeld (de)  (Osterode am Harz)

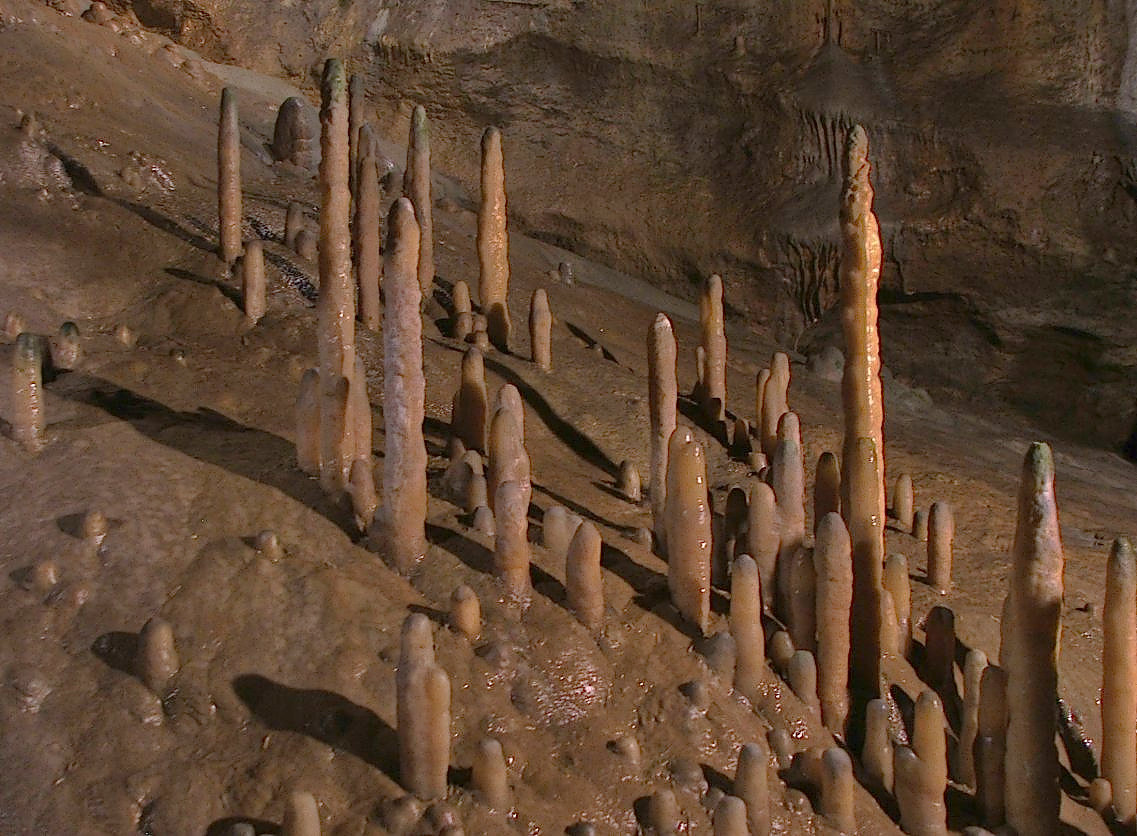
Grotte du Diable (Pottenstein)

### BY-Z

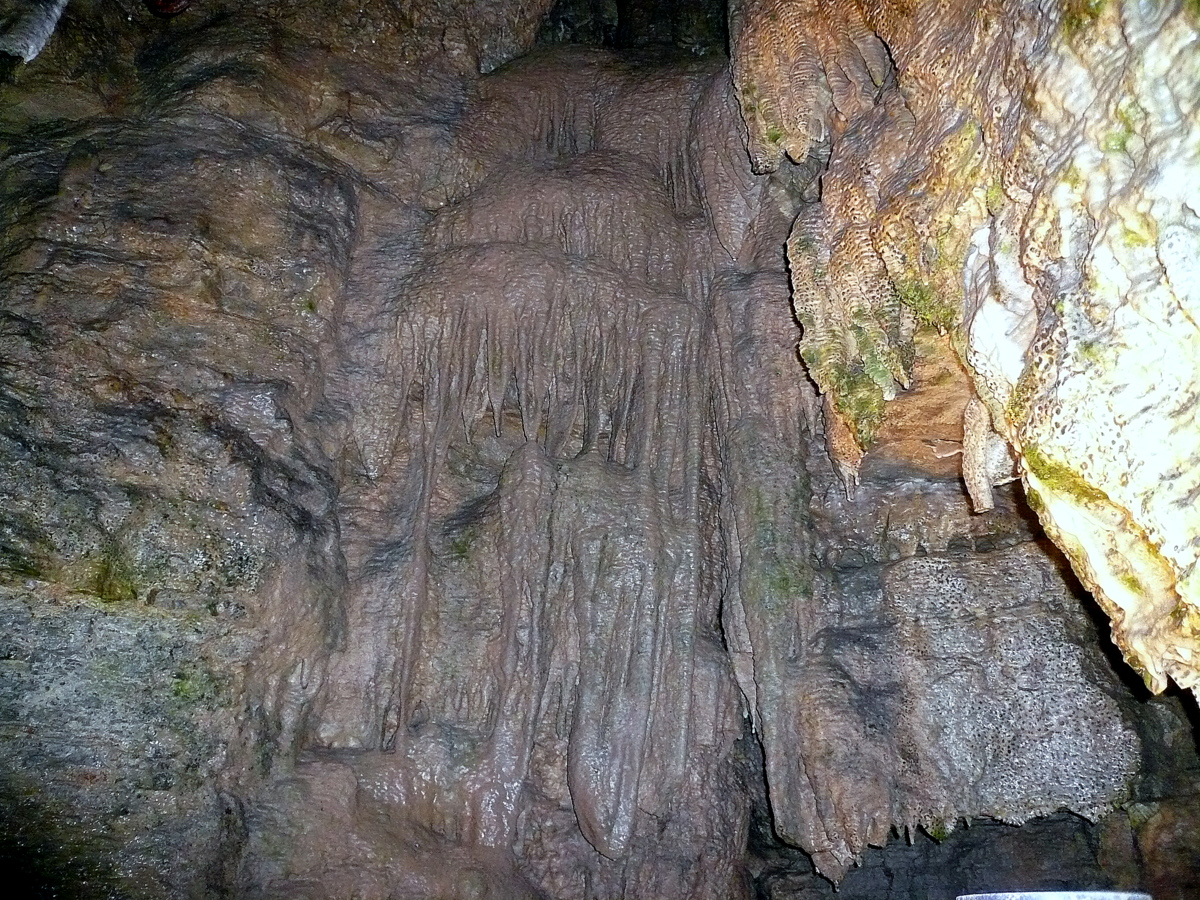
Grotte du diable (Steinau an der Strasse)

## Hesse (HE)
- Erdbachhöhle (de) (Lahn-Dill)
- Herbstlabyrinth-Adventhöhle-System (de) (Lahn-Dill)
- Hohlstein ou Kammerbacher Höhle ou Hilgershäuser Höhle (de) (Werra-Meissner)
- Hollenkammer (de) (Waldeck-Frankenberg)
- Kubacher Kristallhöhle (de) (Limburg-Weilburg)
- Leichtweißhöhle (de) (Wiesbaden)
- Teufelshöhle (Steinau) (Main-Kinzig)
- Wichtellöcher ou Wichtelhöhlen (de) (Schwalm-Eder)

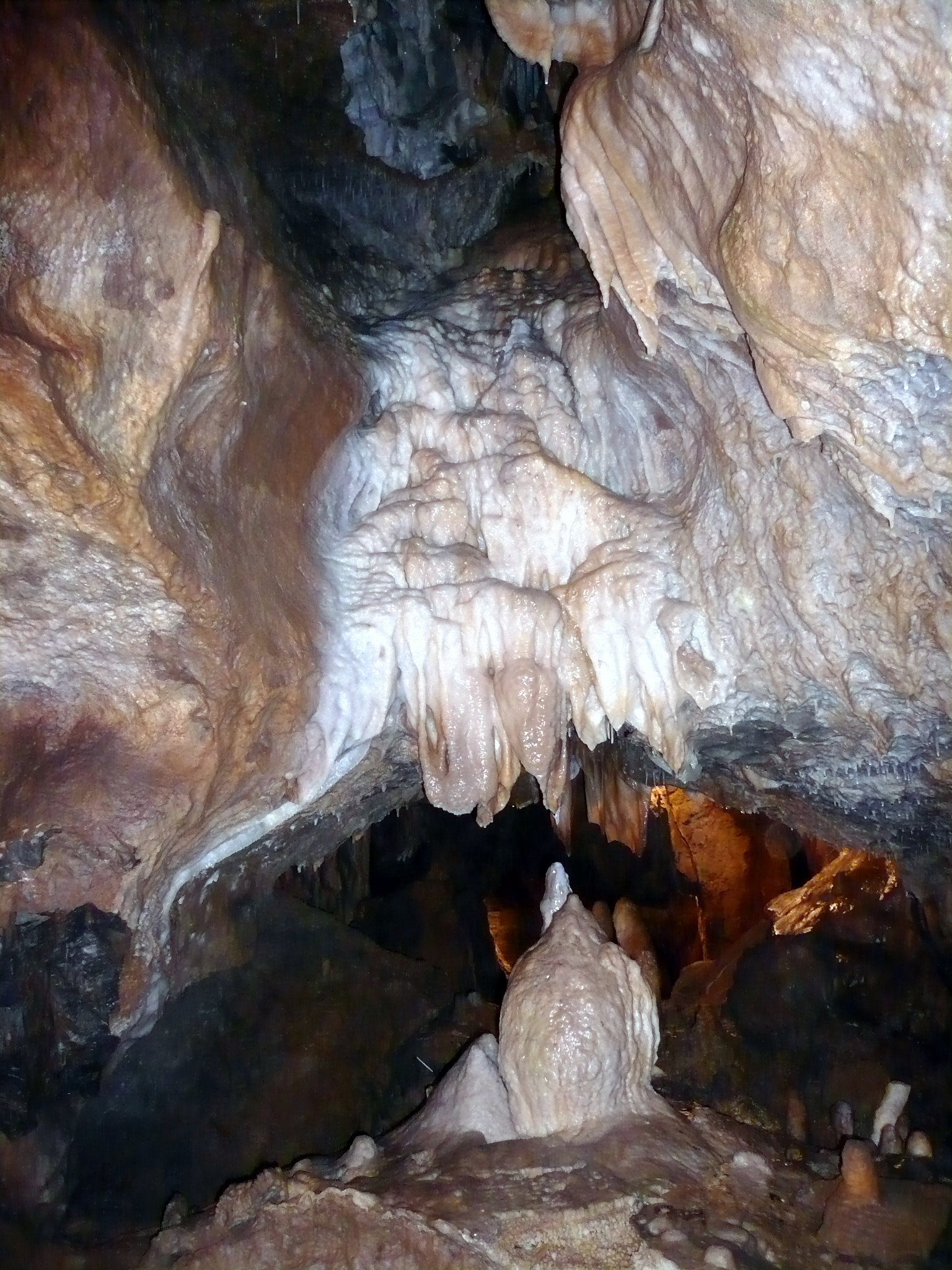
Grotte Atta

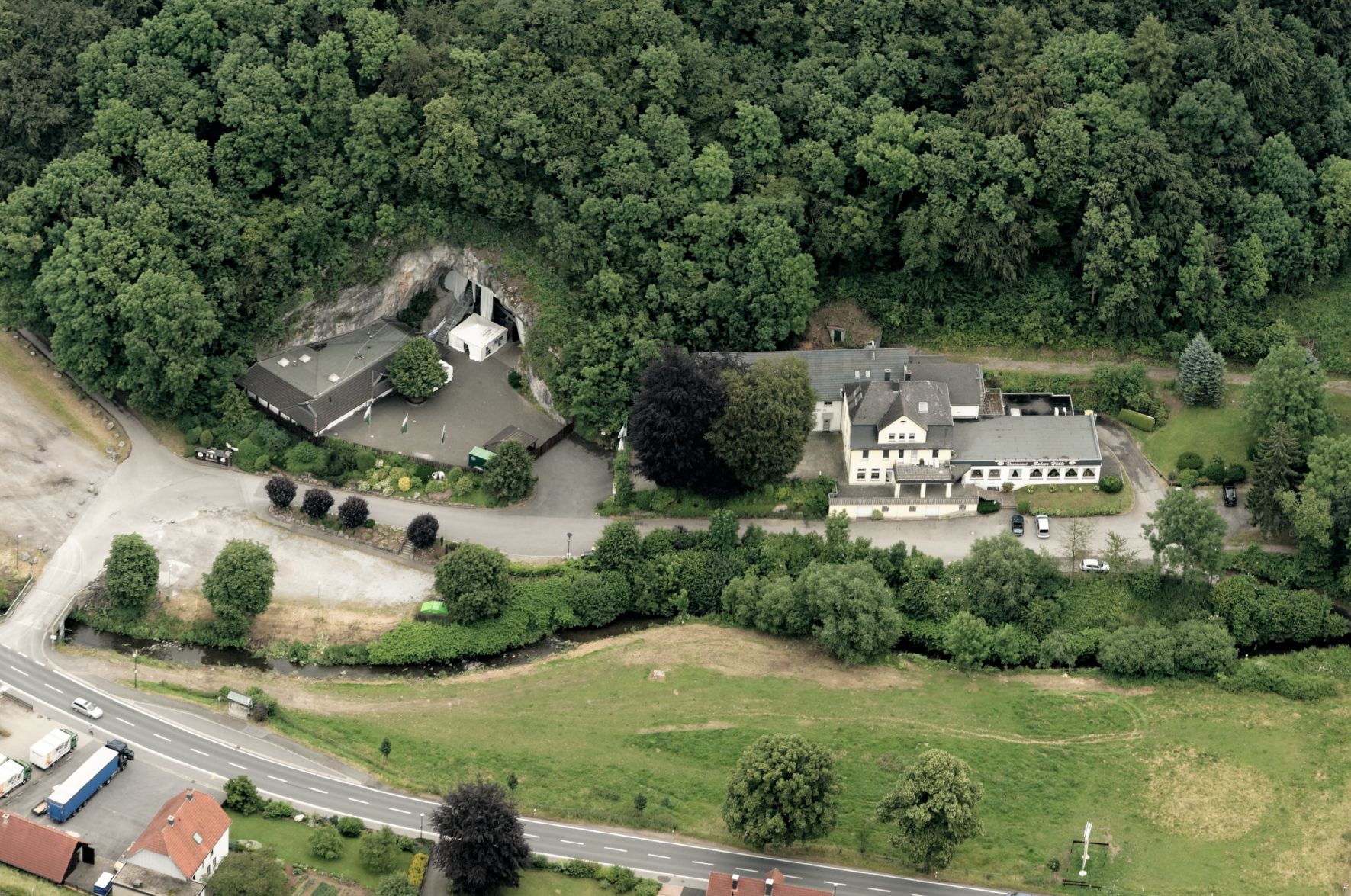
Balver Höhle

## Rhénanie-du-Nord-Westphalie (NW)
- Aggertalhöhle (de) (Haut-Berg)
- Alte Höhle (de) (La Marck)
- Atta-Höhle (Olpe)
- B7-Höhle (de) (La Marck)
- Balver Höhle (La Marck)
- Bilsteinhöhle (de) (Soest)
- Blätterhöhle (de) (Hagen)
- Bunkerhöhle (de) (La Marck)
- Burschenhöhle ou  Monarchen-Höhle  (de) (La Marck)
- Dahlmannhöhle (de) (La Marck)
- Dechenhöhle (de) (La Marck)
- Feldhofhöhle (de) (La Marck)
- Friedrichshöhle (Hönnetal) (de) (La Marck)
- Frühlinghauser Höhle (de) (La Marck)
- Große Burghöhle (de) (La Marck)
- Grürmannshöhle (de) (La Marck)
- Hardthöhlen (de) (Wuppertal)
- Heilenbecker Höhle (de) (Ennepe-Ruhr)
- Heinrich-Bernhard-Höhle (de) (La Marck)
- Heinrichshöhle (de) (La Marck)
- Hohlsteinhöhle (de) (Lippe)
- Hollenloch (de) (Haut-Sauerland)
- Honert-Höhle (de) (La Marck)
- Hünenpforte (de) (Hagen)
- Hüttenbläserschachthöhle (de) (La Marck)
- Kakushöhle (de) (Euskirchen)
- Karhofhöhle (de) (La Marck)
- Kepplerhöhle (de) (La Marck)
- Kleine Burschenhöhle (de) (La Marck)
- Kluterthöhle (de) (Ennepe-Ruhr)
- Kreuzhöhle (de)  (La Marck)
- Leichenhöhle (de) (La Marck)
- Mannenberghöhlen (de) (Euskirchen)
- Martinshöhle (de) (La Marck)
- Ostenberghöhle (de) (Haut-Sauerland)
- Perick-Höhlensystem (de) (La Marck)
- Prinzenhöhle (Hemer) (de) (La Marck)
- Reckenhöhle (de) (La Marck)
- Hohler Stein (Kallenhardt) (de)  (Soest)
- Veledahöhle (de) (Haut-Sauerland)
- Wiehler Tropfsteinhöhle (de) (Haut-Berg)
- Zwergenhöhle (Bielefeld) (de) (Bielefeld)
- Zwergenhöhle (Herrenstrunden) (de) (Rhin-Berg)
- Zwergenhöhle (Lindlar) (de) (Haut-Berg)

## Sarre (SL)
- Eichertsfels (de) (Sarre-Palatinat)
- Niedaltdorfer Tropfsteinhöhle (de) (Sarrelouis)

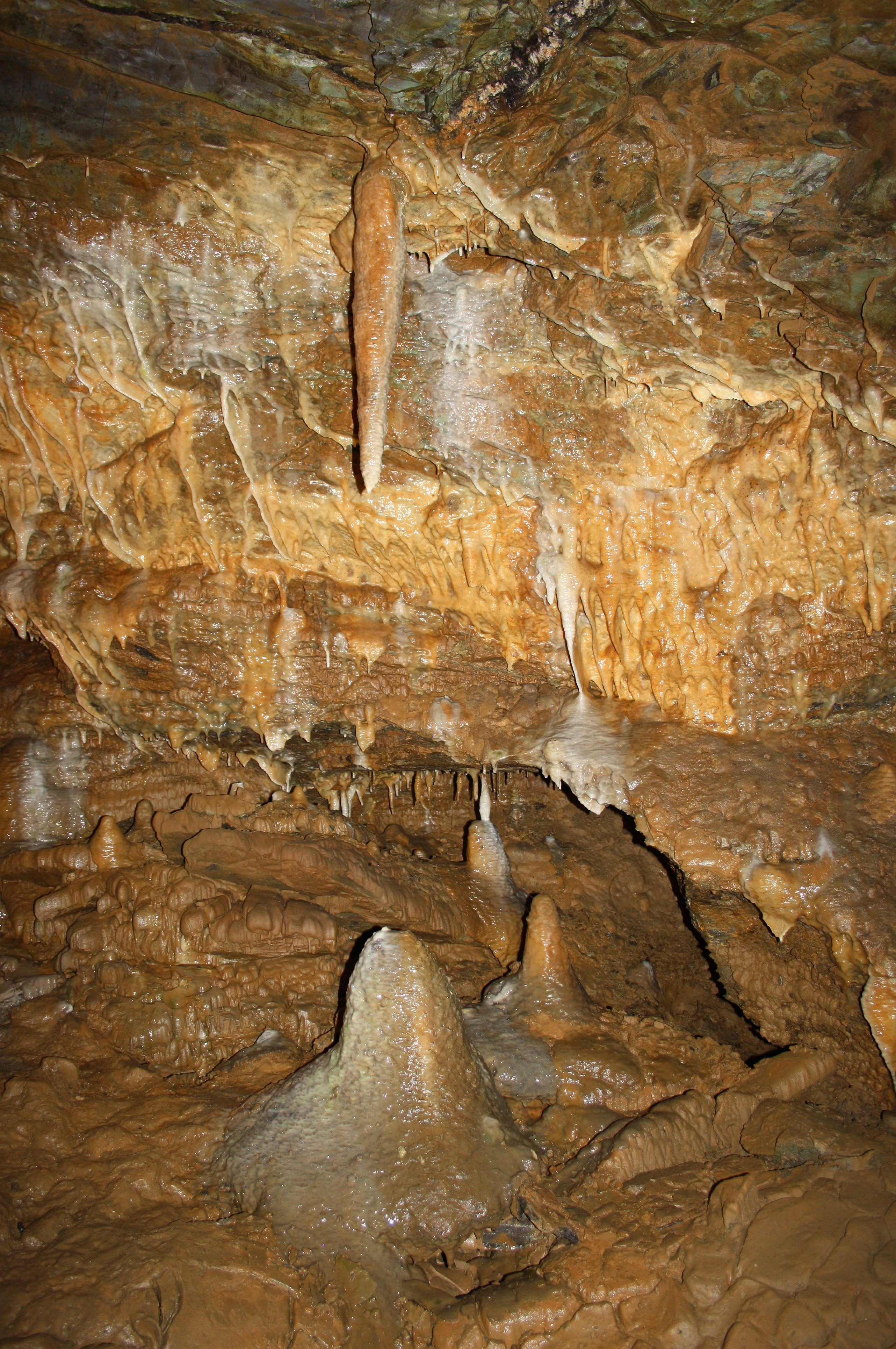
Grotte du dragon de Syrau

- Schlossberghöhlen (de) (Sarre-Palatinat)

## Saxe (SN)
- Bennohöhle (de) (Suisse-Saxonne-Monts-Métallifères-de-l'Est)

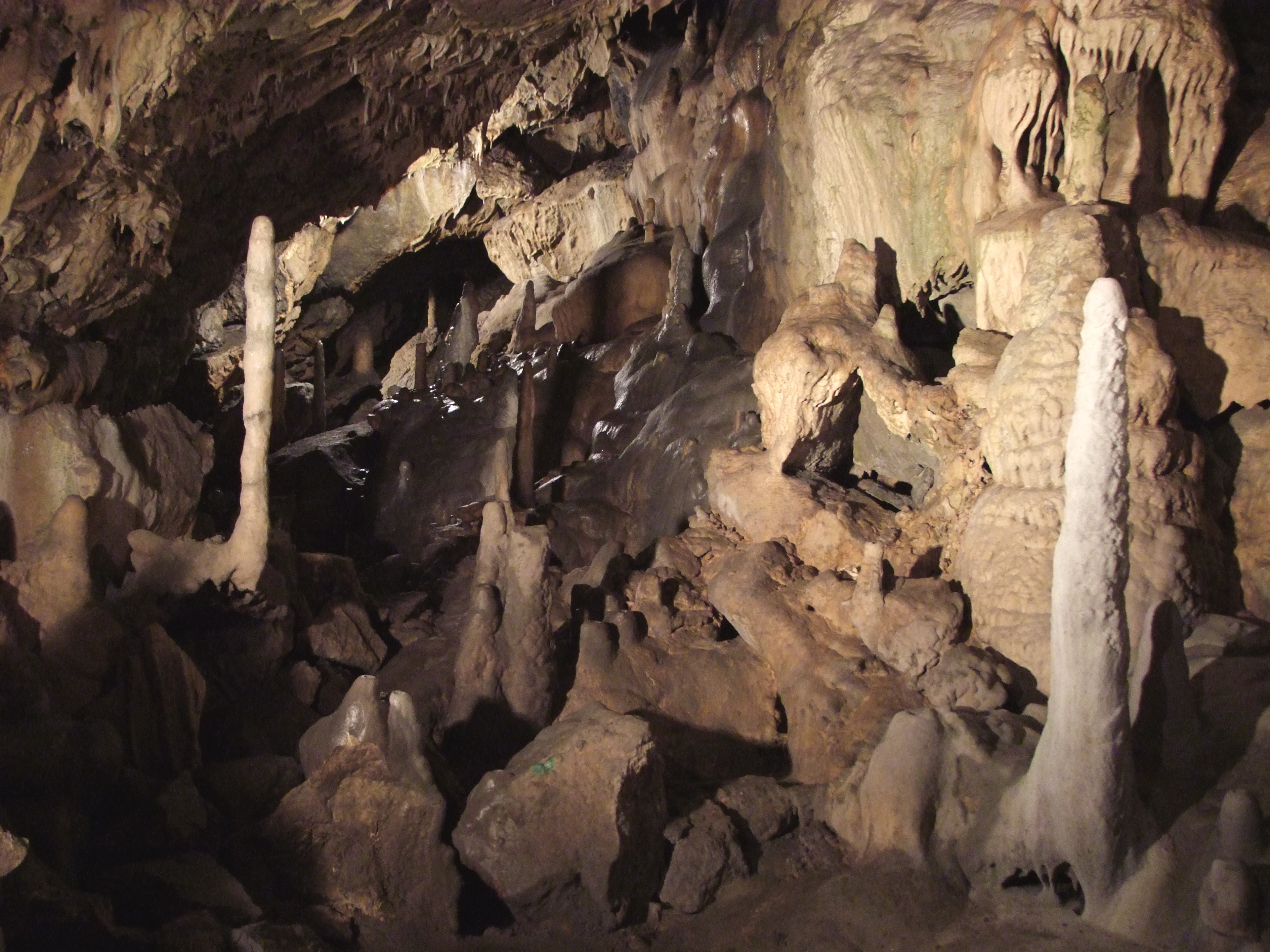
Baumannshöhle

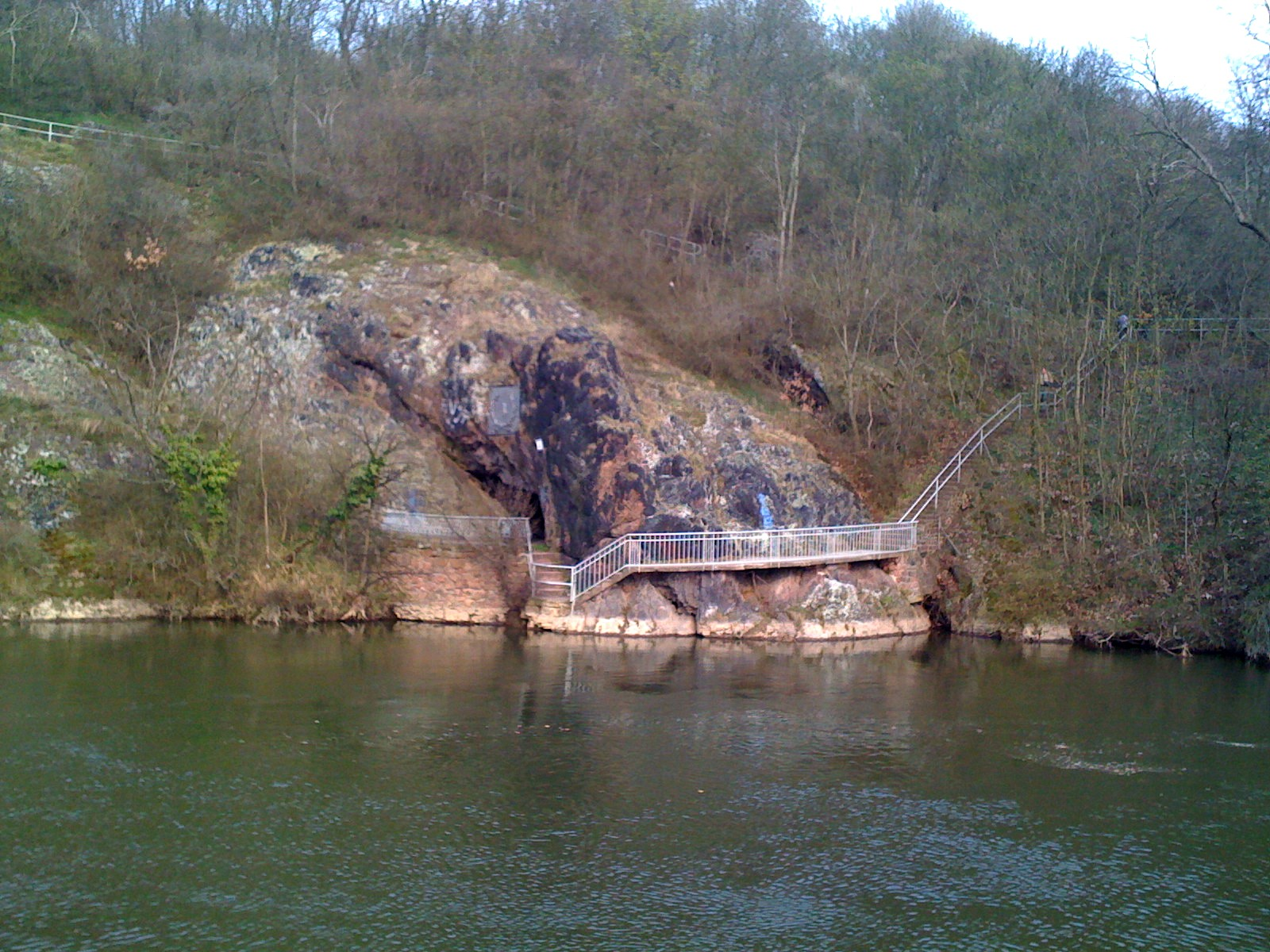
Grotte de Jahn

- Grotte du dragon de Syrau (Vogtland)
- Hickelhöhle (de) (Suisse-Saxonne-Monts-Métallifères-de-l'Est)
- Kleinsteinhöhle (de) (Suisse-Saxonne-Monts-Métallifères-de-l'Est)
- Kuhstall (de) (Suisse-Saxonne-Monts-Métallifères-de-l'Est)
- Prinzenhöhle (Hartenstein) (de) (Zwickau)
- Webergrotte (de) (Suisse-Saxonne-Monts-Métallifères-de-l'Est)

## Saxe-Anhalt (ST)
- Baumannshöhle (Harz)
- Daneilshöhle (de) (Harz)
- Heimkehle (de) (Mansfeld-Harz-du-Sud)
- Hermannshöhle (de) (Harz)
- Jahnhöhle (Halle)
- Sandhöhlen (de) (Harz)
- Schmiedeknechthöhle (de) (Harz)
- Volkmarskeller (Harz)

## Schleswig-Holstein (SH)

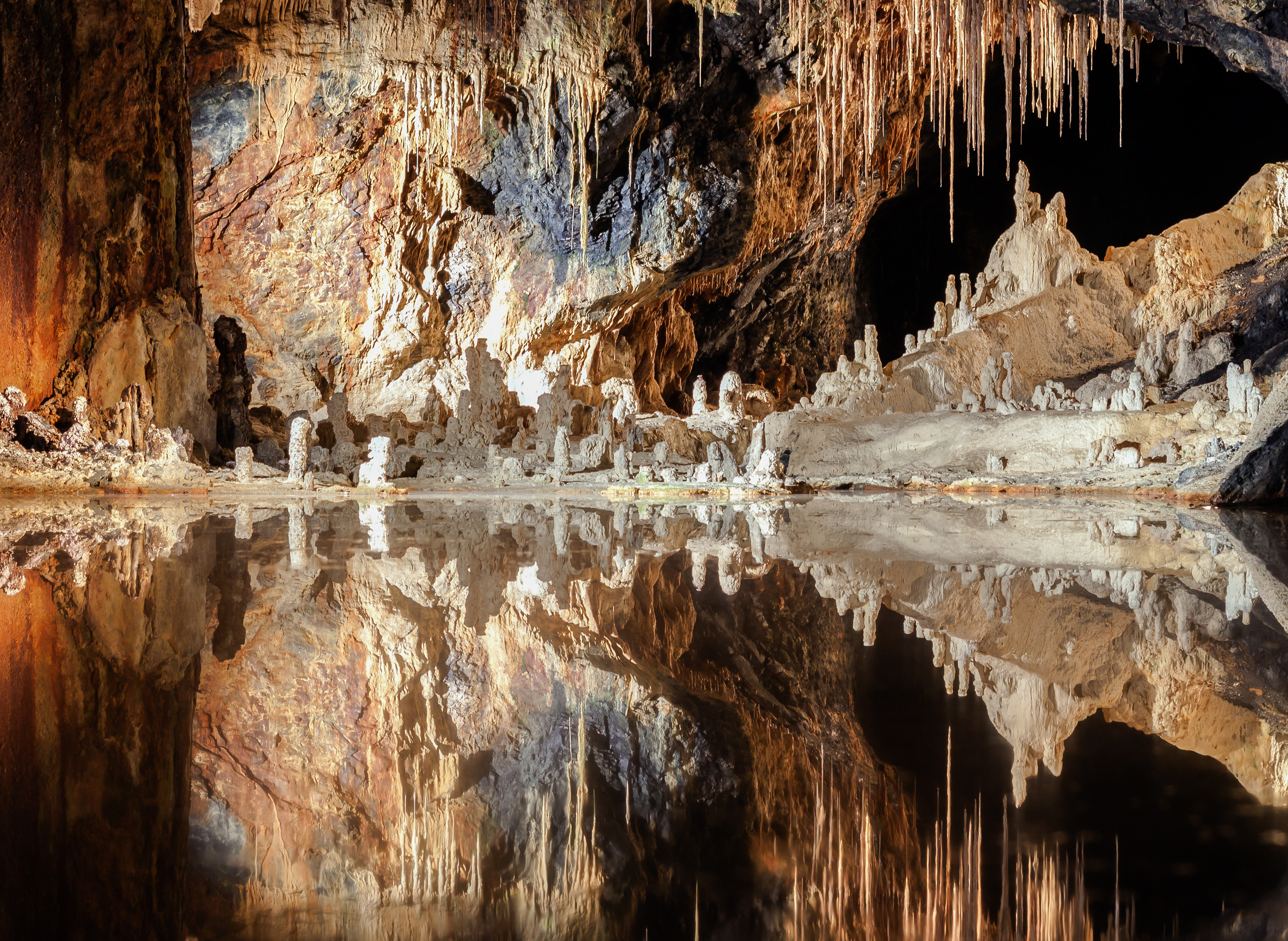
Grottes des Fées de Saalfeld

- Kalkberghöhle (de) (Segeberg)

## Thuringe (TH)
- Altensteiner Höhle (de) (Wartburg)
- Barbarossahöhle (de) (Kyffhäuser)
- Beerberggrotte (de) (Schmalkalden-Meiningen)
- Bleßberghöhle (de) (Sonneberg)
- Dienstedter Karsthöhle (de) (Ilm)
- Döbritzer Höhlen (de) (Saale-Orla)
- Grottes des Fées de Saalfeld (Saalfeld-Rudolstadt)
- Felsentheater (de) (Wartburg)
- Geraer Höhler (de) (Gera)
- Grotte Goetz (de) (Schmalkalden-Meiningen)
- Henningshöhle (de) (Wartburg)
- Höhlen der Hörselberge (de) (Wartburg)
  - Tannhäuserhöhle (de)
  - Venushöhle (de)
- Ilsenhöhle (Saale-Orla)
- Kammerlöcher (de) (Ilm)
- Kittelsthaler Tropfsteinhöhle (de) (Wartburg)
- Lindenthaler Hyänenhöhle (de) (Gera)
- Märchen- und Sandsteinhöhle (de) (Schmalkalden-Meiningen)
- Marienglashöhle (de) (Gotha)
- Morassina (de) (Saalfeld-Rudolstadt)
- Numburghöhle (de) (Nordhausen)
- Parkhöhle (de) (Weimar)
- Rhönpaulushöhle (de) (Wartburg)
- Hohler Stein (Thal) (de) (Wartburg)
- Teufelslöcher (Jena) (de) (Iéna)
- Das verfluchte Jungfernloch (de) (Eisenach)
- Zinselhöhle (de) (Sonneberg)